# 陳致中
陳致中（台灣話 : Tân Tì-tiong，1979年1月22日—），中華民國政治人物，民主進步黨籍，生於臺北市，前中華民國總統陳水扁與前立法委員吳淑珍之子，曾任高雄市議會議員、高雄市議會民進黨黨團幹事長及凱達格蘭基金會執行長。2023年5月11日，高雄二監發監執行，於2024年2月6日假釋出獄。

## 家庭背景
- 父親：第10、11任中華民國總統陳水扁。
- 母親：第1屆增額立法委員、前第一夫人吳淑珍。
- 姊姊：牙醫師陳幸妤。
- 妻子：黃睿靚。
- 女兒：陳潔欣。

|        |        |        |        | 吳崑池 | 吳崑池 | 吳崑池 | 吳崑池 | 吳崑池 | 吳崑池 |      |      | 王霞   | 王霞   | 王霞   | 王霞   | 王霞   | 王霞   |      |      | 陳松根 | 陳松根 | 陳松根 | 陳松根 | 陳松根 | 陳松根 |      |      | 李慎   | 李慎   | 李慎   | 李慎   | 李慎   | 李慎   |  |  |  |  |
|        |        |        |        | 吳崑池 | 吳崑池 | 吳崑池 | 吳崑池 | 吳崑池 | 吳崑池 |      |      | 王霞   | 王霞   | 王霞   | 王霞   | 王霞   | 王霞   |      |      | 陳松根 | 陳松根 | 陳松根 | 陳松根 | 陳松根 | 陳松根 |      |      | 李慎   | 李慎   | 李慎   | 李慎   | 李慎   | 李慎   |  |  |  |  |
|        |        |        |        |        |        |        |        |        |        |      |      |        |        |        |        |        |        |      |      |        |        |        |        |        |        |      |      |        |        |        |        |        |        |  |  |  |  |
|        |        |        |        |        |        |        |        |        |        |      |      |        |        |        |        |        |        |      |      |        |        |        |        |        |        |      |      |        |        |        |        |        |        |  |  |  |  |
|        |        |        |        | 吳景茂 | 吳景茂 | 吳景茂 | 吳景茂 | 吳景茂 | 吳景茂 |      |      | 吳淑珍 | 吳淑珍 | 吳淑珍 | 吳淑珍 | 吳淑珍 | 吳淑珍 |      |      | 陳水扁 | 陳水扁 | 陳水扁 | 陳水扁 | 陳水扁 | 陳水扁 |      |      | 陳文狩 | 陳文狩 | 陳文狩 | 陳文狩 | 陳文狩 | 陳文狩 |  |  |  |  |
|        |        |        |        | 吳景茂 | 吳景茂 | 吳景茂 | 吳景茂 | 吳景茂 | 吳景茂 |      |      | 吳淑珍 | 吳淑珍 | 吳淑珍 | 吳淑珍 | 吳淑珍 | 吳淑珍 |      |      | 陳水扁 | 陳水扁 | 陳水扁 | 陳水扁 | 陳水扁 | 陳水扁 |      |      | 陳文狩 | 陳文狩 | 陳文狩 | 陳文狩 | 陳文狩 | 陳文狩 |  |  |  |  |
|        |        |        |        |        |        |        |        |        |        |      |      |        |        |        |        |        |        |      |      |        |        |        |        |        |        |      |      |        |        |        |        |        |        |  |  |  |  |
|        |        |        |        |        |        |        |        |        |        |      |      |        |        |        |        |        |        |      |      |        |        |        |        |        |        |      |      |        |        |        |        |        |        |  |  |  |  |
|        |        |        |        | 趙建銘 | 趙建銘 | 趙建銘 | 趙建銘 | 趙建銘 | 趙建銘 |      |      | 陳幸妤 | 陳幸妤 | 陳幸妤 | 陳幸妤 | 陳幸妤 | 陳幸妤 |      |      | 陳致中 | 陳致中 | 陳致中 | 陳致中 | 陳致中 | 陳致中 |      |      | 黃睿靚 | 黃睿靚 | 黃睿靚 | 黃睿靚 | 黃睿靚 | 黃睿靚 |  |  |  |  |
|        |        |        |        | 趙建銘 | 趙建銘 | 趙建銘 | 趙建銘 | 趙建銘 | 趙建銘 |      |      | 陳幸妤 | 陳幸妤 | 陳幸妤 | 陳幸妤 | 陳幸妤 | 陳幸妤 |      |      | 陳致中 | 陳致中 | 陳致中 | 陳致中 | 陳致中 | 陳致中 |      |      | 黃睿靚 | 黃睿靚 | 黃睿靚 | 黃睿靚 | 黃睿靚 | 黃睿靚 |  |  |  |  |
|        |        |        |        |        |        |        |        |        |        |      |      |        |        |        |        |        |        |      |      |        |        |        |        |        |        |      |      |        |        |        |        |        |        |  |  |  |  |
|        |        |        |        |        |        |        |        |        |        |      |      |        |        |        |        |        |        |      |      |        |        |        |        |        |        |      |      |        |        |        |        |        |        |  |  |  |  |
| 趙翊安 | 趙翊安 | 趙翊安 | 趙翊安 | 趙翊安 | 趙翊安 |        |        | 次子   | 次子   | 次子 | 次子 | 次子   | 次子   |        |        | 三子   | 三子   | 三子 | 三子 | 三子   | 三子   |        |        | 女兒   | 女兒   | 女兒 | 女兒 | 女兒   | 女兒   |        |        |        |        |  |  |  |  |

## 經歷
2001年，國立臺灣大學法律系司法組畢業。同年10月入伍，在成功嶺受預官入伍訓。2003年8月役畢，退伍時軍階是少尉。後赴美國留學，並於2005年取得柏克萊加州大學法學碩士學位。同年返國和臺北藝術大學鋼琴碩士黃睿靚結婚，結婚後夫妻一起赴紐約留學。於2006年於紐約大學取得第二個法學碩士學位。2008年，陳致中原本計畫要到維吉尼亞大學攻讀J.D.學位，但因家族洗錢案爆發而返臺，並被特偵組檢察官依洗錢罪嫌起訴。2023年判處有期徒刑1年，併科罰金150萬元確定。

## 從政
2009年2月19日，與妻女遷居於高雄。隔年6月11日，陳致中退出民進黨，宣佈以無黨籍身份參選首屆高雄市議會議員選舉。競選主軸為“堅持本土、制中保台、為了在地好生活”。以該選區第一高票當選。但於2011年8月時因偽證案遭最高法院判3個月確定，被解除高雄市議員職務。
2011年9月，陳致中宣佈參選高雄市第九選舉區立法委員，後落選。2013年，再次宣布參選立委，為參加民進黨立委初選，陳致中申請重新入黨，但中央黨部以不符黨內《黨員入黨辦法》中「5年條款」限制，駁回陳致中入黨申請。2015年2月17日，民進黨仲裁會決定撤銷這項裁量，接受陳致中重新加入民進黨，陳致中同時爭取立委提名的機會。3月，陳致中宣布無條件退選，稱「禮讓是為了大局、讓民進黨團結。」希望民進黨國會拚過半、高雄九席立委揮出全壘打。
2018年2月25日，以高雄市快樂希望協會理事長身份的陳致中，在該會第2屆第二次會員大會宣佈，以民主進步黨黨籍身份參選前鎮區、小港區的第3屆高雄市議會議員選舉初選，爭取提名。後當選並連任，但於2023年因洗錢案遭判刑1年，再度解職高雄市議員。

## 歷年爭議
- 2001年10月，陳致中入伍，在成功嶺受預官入伍訓。
- 2001年12月，至國防管理學院受預官分科訓（基礎教育），為免再次發生類似爭議，同批受訓學員均編入以往只收現役軍官進修教育班隊的學員中隊，每兩人一間寢室，隊職幹部及授課教官亦特別挑選。
- 2002年，預官分科訓結訓當天，國防管理學院政戰主任賴振生上校約見陳致中；同年7月，已屆上校服役最大年限的賴振生，被陳水扁總統核定名列少將晉任名單。之後在國防部調查買官賣官案中，發現賴振生的升遷狀況異常，交由國防部軍事高等檢察署調查，結果發現賴振生從未在國安局上過一天班，卻領了國安局每月約10萬元的薪餉一年，坐領乾薪百餘萬[8]。
- 2002年年初，結訓前公開抽單位籤，正式分發到位於台北市中山區的海軍總部軍法組服預官役，此種兵役幾乎每日都可以如同上班族一樣上下班、返家，而非像大多數役男一樣必須長期待在軍營裡，甚至被分發到離島、外島地區。特權爭議未了，陳致中又被媒體拍到每日駕駛Jaguar X-Type的高級進口車進出軍營。
- 2003年，嚴重急性呼吸道症候群〔SARS〕爆發期間，所有官兵停止休假，17、18日週休二日。他卻在16、19日請事假，連續請假四天，造成當時社會輿論的批評與民眾的不滿。
- 2009年1月，廣告導演范可欽表示，1999年陳水扁參選中華民國總統選舉，陳致中曾協助錄製競選廣告，在廣告中以單手伏地挺身表示體力好，訴求他必會堂堂正正地服兵役[9]，諷刺過去國民黨專政時代的高官子弟利用特權逃避兵役的醜事及當年另兩位參選人連戰與宋楚瑜的兒子皆未服役的事實，但拍攝時是用吊鋼絲輔助[10]。
- 2019年3月27日，時任高雄市議員陳致中等人赴高雄地檢署告發高雄市長韓國瑜外患罪。韓國瑜反譏，陳應該去自首自己的外遇罪。[11]

## 爭議事件

### 海外洗錢案
2008年8月25日，陳致中因涉海外洗錢案而受特偵組檢察官訊問。稱海外洗錢是奉母命難違，否認犯罪並拒簽查帳同意書。但錢在他名下的瑞士銀行帳戶遭凍結，並涉及父親陳水扁的海外洗錢案，遭檢察官限制出境處分。12月偵查終結，特偵組檢察官依洗錢罪起訴，檢察官認為陳致中惡性非輕，請求從重量刑。
2009年1月21日，陳致中夫婦首度於洗錢案中認罪並提出認罪協商，表示願意將海外款項匯回台灣。但因瑞士銀行無法配合辦理，所有海外銀行存款均未匯回，導致認罪協商破局。9月11日，海外洗錢案台北地方法院一審宣判，以洗錢罪判處有期徒刑2年6個月，併科罰金1.5億元。胡忠信爆料陳致中指示海外委任的律師封口，涉及串證。但陳致中稱早就跟特偵組解釋過，懷疑名嘴是刻意混淆視聽。
2010年6月，台灣高等法院二審宣判，涉犯洗錢罪判處有期徒刑1年2個月，併科罰金3,000萬元。11月最高法院三審宣判，撤銷二審判決，發回台灣高等法院更審。2011年8月台灣高等法院更一審宣判，涉犯洗錢罪判處有期徒刑1年2個月，併科罰金450萬元。
2012年7月，最高法院三審宣判，撤銷海外洗錢案更一審判決，發回台灣高等法院更審。2022年7月更二審宣判，以洗錢罪判處有期徒刑1年，併科罰金150萬元。2023年4月，最高法院三審宣判，判處有期徒刑1年，併科罰金150萬元確定。。

### 二次金改洗錢案
2009年12月24日，二次金改洗錢案偵查終結，特偵組檢察官依洗錢罪起訴。2010年11月一審宣判，判決無罪。特偵組檢察官不服提起上訴。2011年10月二審宣判，涉犯洗錢罪判處有期徒刑1年，併科罰金400萬元。2012年12月，最高法院三審宣判，撤銷二次金改洗錢案二審判決，發回台灣高等法院更審。

### 偽證案
2009年6月22日，偽證案開庭，在接受北檢檢察官訊問時認罪。7月偵查終結，北檢檢察官起訴偽證罪，因偵查中自白，檢察官請求減輕其刑。9月一審宣判，判處有期徒刑1年，減刑為有期徒刑6個月。2010年2月二審宣判，判處有期徒刑6個月，減刑為有期徒刑3個月。2011年8月，最高法院三審宣判，判處有期徒刑6個月，減刑為有期徒刑3個月確定。
2023年6月5日，台灣高等法院裁定，陳致中犯罪（偽證罪、洗錢罪）所處之有期徒刑，應執行有期徒刑1年2月。他於2023年5月11日報到入監，隔年2月6日假釋出獄。

### 嫖妓案
2010年，《壹周刊》第478期報導，陳致中7月3日凌晨被拍到開著自家的凌志休旅車，載著花名「妮可」（Nicole）的女性性工作者。陳致中2010年7月22日召開記者會公開否認並揚言提告。黃睿靚說他當天在家，但自稱借車又轉借出去。持有陳致中他家鑰匙的友人林偉斌則爆料陳致中當天是去跑選舉行程。7月21日，1名計程車司機出面聲稱7月2日開著計程車載陳致中跑選舉行程。9月13日，控告《壹週刊》案在高雄地方法院二度開庭，審判長證實，陳致中的「0958」門號的SIM卡，與召妓男「0953」門號的SIM卡，曾使用同一支手機，其手機序號一致。檢察官問嫖妓電話為何與陳致中本人使用電話是同一手機序號，陳致中說「無法回答，也覺得很詭異」。
11月16日，《壹周刊》報導陳致中嫖妓，陳致中提出民事訴訟並求償新台幣200萬元，高雄地方法院宣判敗訴。陳致中偕妻黃睿靚出面控訴：「法院判決結果草率、離譜，是政治打壓！」，黃睿靚則哽咽力挺丈夫：「我百分百相信致中不會召妓。」

### 毅中辯論會
邱毅於高雄市第7選區參選第八屆立法委員選舉，和第9選區參選人陳致中，隔空互批，經歷波折，壹電視促成「邱毅、陳致中辯論」。2011年12月13日晚間，於高雄市議會內展開辯論，會中兩人發言都以台語為主，由於兩人以激烈的詞句互罵，被媒體稱為「毅中各婊」（與馬英九的一中各表政策諧音）。
- 邱毅砲火猛烈，直攻法院指稱陳致中曾經嫖妓，不顧家庭，陳致中說自己高票當選議員，民眾的選票比「國民黨開的法院」還有公信力多了。陳致中反擊，邱毅毫不盡責，做甚麼就不像甚麼。身為立法委員，卻整天跑去《2100全民開講》當名嘴，極少出席國會。在大學任教，卻偷跑到補習班賺錢。在補習班教書，卻「睡自己的學生」（發生性關係），而此段婚外情迫使自己元配離婚；離婚後又娶了學生，也就是第二任妻子，第二任妻子為了邱毅，更曾哭得死去活來助選，邱毅在選後又再度離婚，還追討送給第二任妻子的不動產，竟還有臉說別人？陳致中加大力道，說出：「邱毅只有假髮是真的！」
- 陳致中又接連質疑，邱毅曾經爆料自己父親風流，母親受到家暴的事件，根本對父母非常不孝。邱毅此時非常憤怒，以粗話痛批陳致中「畜生」。
- 陳致中繼續指出：邱毅並未支持對自己有提拔之恩的總統候選人宋楚瑜，是政治變色龍，沒有道義。最後陳致中質問邱毅，是否在証件上使用假髮照片？是利用職權，對公務員施壓，讓身分証使用戴假髮的相片，還是欺騙公務員，讓公務員登載不實？。但陳致中並不知道禿頭或髮量稀少者拍攝身份證照片，可以戴假髮。陳致中還攻擊，邱毅當立委不盡責是不忠，爆料自己父母親私事是不孝。批判栽培自己的宋楚瑜主席是不義，根本是不忠、不孝、不義，沒資格出來選。

- 第八屆立委選舉，陳致中分散了泛綠群眾票源，最後陳致中、郭玟成雙雙落敗，由中國國民黨的林國正漁翁得利。郭玟成在選後憤恨說出「國民黨打我30年，不如扁家打我1年。」[20]，並且相當不諒解陳致中「橫柴入灶」（臺灣話俗語，指明知道某件事行不通卻蠻幹。[21]）參選到底。

### 在美國房地產遭查扣
2012年11月15日，美國司法部宣布，陳致中利用扁家涉貪贓款購屋，查扣陳致中名下在美房地產。其後此兩處房地產遭拍賣，陳致中的豪宅佔地400坪，還有私人馬場，媲美度假中心規格，陳致中分得拍賣所得的15％，即22.5萬美元（約670萬台幣），美方則可得85%（其中80%繳回台灣的特偵組），即127.5萬美元，陳致中並未交代如何有能力購買5,545萬的房地產。

## 選舉紀錄
| 年度 | 選舉屆數             | 選舉區           | 所屬政黨   | 得票數 | 得票率 | 當選標記     | 備註 |
| ---- | -------------------- | ---------------- | ---------- | ------ | ------ | ------------ | ---- |
| 2010 | 第一屆高雄市議員選舉 | 高雄市第十選舉區 | 無黨籍     | 32,947 | 16.83% |              |      |
| 2012 | 第八屆立法委員選舉   | 高雄市第九選舉區 | 無黨籍     | 48,941 | 26.64% |              |      |
| 2018 | 第三屆高雄市議員選舉 | 高雄市第十選舉區 | 民主進步黨 | 15,938 | 7.96%  |              |      |
| 2022 | 第四屆高雄市議員選舉 | 高雄市第十選舉區 | 民主進步黨 | 18,545 | 11.53% | 選區第一高票 |      |

## 外部連結
- 高雄市議會-陳致中簡介 （页面存档备份，存于）
- 陳致中後援會的Facebook專頁
- 陳致中的Facebook專頁